# 杏仁糊
杏仁糊是用杏仁做成的糊狀物，是一道中國傳統甜湯。做法是將南杏（甜杏仁）與小量北杏（苦杏仁）磨成末狀後，用溫水或沸水沖開，就可以食用了。為使口感更佳，在磨杏仁時也會加小量白米。杏仁糊通常是熱食，尤其是在冬天時食用，可以溫暖身體。